# لکیت کتوکلو
لکیت کتوکلو (به ترکی آذربایجانی: Ləkit Kötüklü) یک روستا در جمهوری آذربایجان است که در شهرستان قاخ واقع شده‌است. لکیت کتوکلو ۲۴۳ نفر جمعیت دارد.